# 内博伊沙·波波维奇
内博伊沙·波波维奇（羅馬化：Nebojša Popović，1947年4月28日—），塞尔维亚男子手球运动员。他曾代表南斯拉夫国家队参加1972年和1976年夏季奥林匹克运动会手球比赛，获得一枚金牌。